# Parisita-(Ce)
La parisita-(Ce) es un mineral, carbonato de calcio y cerio con anionies fluoruro. Se describió como una nueva especie mineral a partir de ejemplares obtenidos en la mina de esmeraldas de Muzo, en el departamento de Boyacá, Colombia. Inicialmente se le dio el nombre de musita, que pasó posteriormente a parisita, en reconocimiento a J.J. Paris, director de la mina, que encontró los primeros ejemplares. El subfijo (Ce) se añadió al reorganizarse la nomenclatura de los minerales de las tierras raras.

## Propiedades físicas y químicas
La parisita-(Ce) contiene también otros elementos de las tierras raras, aunque el cerio debe ser el mayoritario. Cuando el mayoritario es otro, se considera otra especie. Actualmente se reconoce como tal a la parisita-(Nd) y a  la parisita-(La). El politipo habitual de la parisita-(Ce)es el 2M. Los cristales tienen morfología pseudohexagonal, como prismasformados por el crecimiento oscilatorio de pirámides, y son muy frecuentes los intercrecimientos paralelos a {0001} con bastnäsita-(Ce), sinchisita-(Ce), röntgenita-(Ce) y cordilita.

## Yacimientos
La parisita-(Ce) es un mineral relativamente frecuente, conocido en unos dos centenares de localidades, en forma de cristales que pueden ser desde microscópicos a centimétricos. Además de los procedentes de la localidad tipo, son bien conocidos los encontrados en la cantera de talco de Trimouns (Francia)